# Stomias longibarbatus
Stomias longibarbatus es una especie de pez de la familia Stomiidae en el orden de los Stomiiformes.

## Morfología
Los machos pueden llegar alcanzar los 43 cm de longitud total.

## Hábitat
Es un pez de mar y de aguas profundas que vive entre 400-1.463 m de profundidad.

## Distribución geográfica
Se encuentra en el  Atlántico oriental (desde Portugal hasta la República Democrática del Congo y desde Namibia hasta Sudáfrica ), el  Atlántico occidental (desde los Estados Unidos hasta el Golfo de México, y desde el Brasil hasta la Argentina) , el Pacífico occidental (Japón Australia y Nueva Zelanda, el sureste del Pacífico (Chile)  y el Índico.